# Dušan Matović
Dušan Matović (in serbo Душaн Maтoвић?; Belgrado, 8 luglio 1983) è un ex calciatore serbo, di ruolo difensore.

## Caratteristiche tecniche
Terzino sinistro, può giocare anche come esterno sulla stessa fascia.